# Veseloivanivske, Kuibîșeve
Veseloivanivske (în ucraineană Веселоіванівське) este un sat în comuna Novoukraiinka din raionul Kuibîșeve, regiunea Zaporijjea, Ucraina.

## Demografie
Componența lingvistică a localității Veseloivanivske
     Ucraineană (100%)
Conform recensământului din 2001, toată populația localității Veseloivanivske era vorbitoare de ucraineană (100%).